# Nagelschmidtite
La nagelschmidtite è un minerale.